# Arnault Guilhem de Barbazan
Willem van Barbazan (Occitaans: Arnault-Guilhem de Barbazan, Barbazan-Dessus, 1360 - Bulgnéville, 2 juli 1431) was een Frans ridder in het kamp van de Armagnacs tijdens de Honderdjarige Oorlog. De 15e-eeuwse kroniekschrijver Olivier de La Marche noemde hem "le chevalier sans reproche". Hij sneuvelde aan de zijde van René I van Anjou tijdens de successieoorlog in het hertogdom Opper-Lotharingen.

## Levensloop

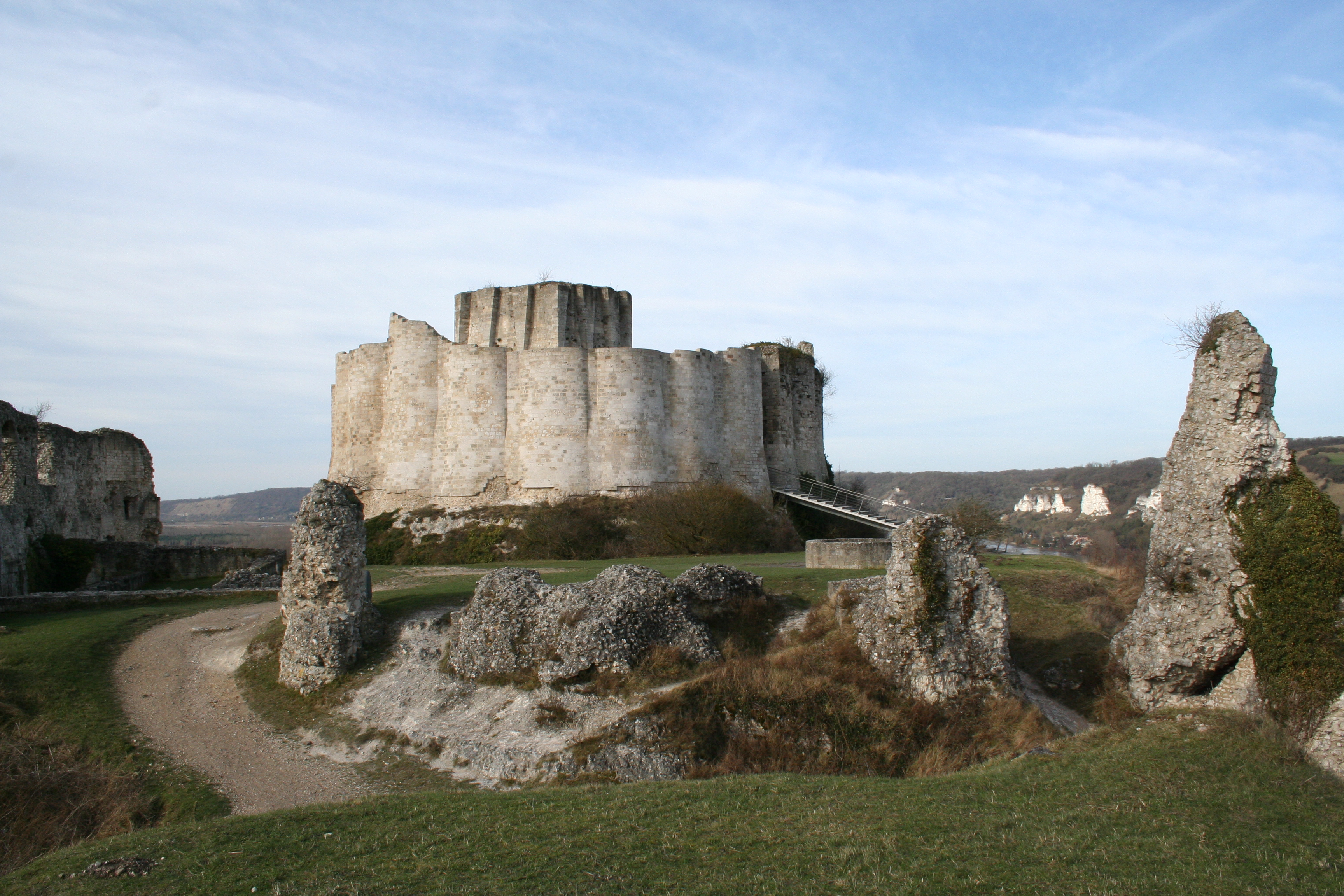
Kasteel Gaillard

Willem was afkomstig uit Bigorre in het zuidwesten van Frankrijk. Hij was de zoon van Regnaut, heer van Barbazan, een ridder in dienst van hertog Lodewijk I van Orléans, een broer van de Franse koning. Al op jonge leeftijd kreeg hij een krijgsopleiding. Op achttienjarige leeftijd nam hij deel aan een expeditie tegen de moslims. Bij zijn terugkeer trad hij net als zijn vader voor hem in dienst van Lodewijk I van Orléans. In 1402 werd hij door hem benoemd tot kamerheer en mocht hij deelnemen aan het riddertornooi van Montendre (Combat des Sept Chevaliers). Daar versloeg hij samen met zes andere Franse ridders zeven Engelse en Aquitaanse ridders. In 1404 was Barbazan samen met andere ridders uit Gascogne actief in Toscane. Het jaar erop werd hij door hertog Lodewijk benoemd tot seneschalk van Agenais, een belangrijke administratieve post.
Na de dood van Lodewijk I van Orléans in 1407 trad Barbazan in dienst van Jan van Berry, een leider van de Armagnacs. Hij werd een van de belangrijkste kapiteins van het leger van de Armagnacs en vocht tegen de Engelsen en de Bourguignons. In 1417 verdedigde hij Corbie en in juni 1418 probeerde hij tevergeefs Parijs te heroveren op de Bourguignons. Barbazan werd eerste kamerheer van dauphin Karel en een van zijn belangrijkste raadgevers. Hij nam in 1418-1419 deel aan de onderhandelingen tussen Fransen en Bourgondiërs. Dit leidde tot het Verdrag van Pouilly-le-Fort (11 juli 1419), maar Barbazan bleef een wrok koesteren tegen de Bourgondiërs, die twee van zijn dienstheren, Lodewijk I van Orléans en Bernard VII van Armagnac hadden laten vermoorden. Toen hertog Jan zonder Vrees van Bourgondië op 10 september 1419 werd vermoord, was Willem van Barbazan een van de hoofdverdachten.
In mei 1420 ontstond een nieuw verbond tussen Engelsen en Bourgondiërs en in juli verdedigde Barbazan de stad Melun tegen een Engels-Bourgondisch leger. Op 17 november moest de stad zich overgeven en Barbazan werd gevangen genomen. Hij werd naar Parijs gevoerd. Hij bekende hij daar onder marteling de moord op de Bourgondische hertog. Deze bekentenis trok hij nadien weer in maar hij werd veroordeeld voor de moord. Hij bleef gedurende tien jaar een gevangene van de Engelsen tot hij in februari 1430 door mannen van La Hire werd bevrijd uit het kasteel Gaillard.

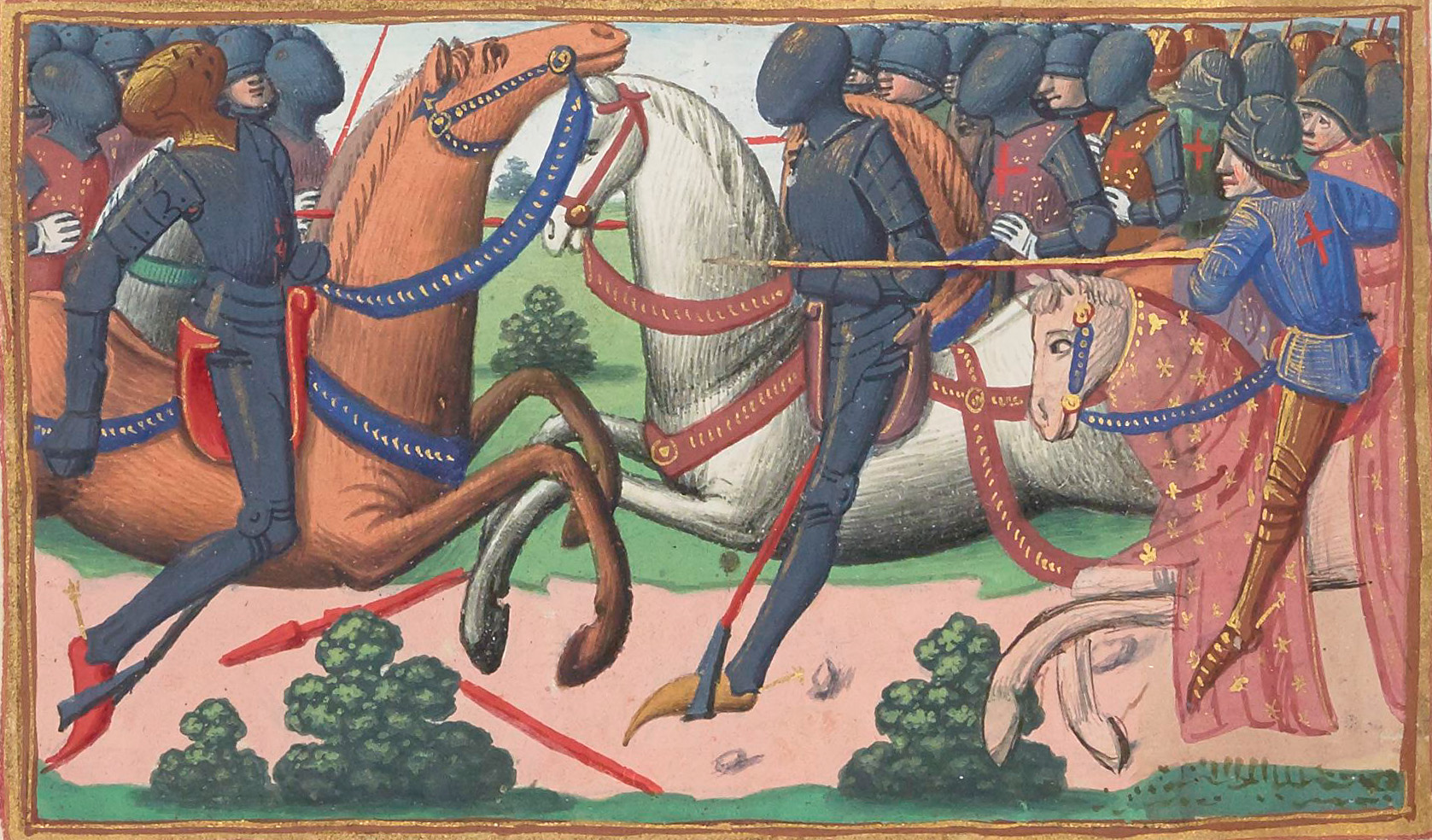
De Slag bij Bulgnéville, miniatuur uit het handschrift Les Vigiles de Charles VII, ca. 1484

Barbazan keerde terug naar het Franse hof. Hij werd raadsheer van koning Karel VII en gouverneur van Champagne. Hij werd de voornaamste militaire raadgever van René van Anjou die een oorlog uitvocht met Anton van Vaudémont in de successiestrijd om Opper-Lotharingen. René werd gesteund door de Fransen, Anton door de Bourgondiërs. In de Slag bij Bulgnéville werd Barbazan al vroeg in de strijd zwaargewond bij een aanval op de Bourgondische troepen. Hij werd afgevoerd naar Bulgnéville waar hij korte tijd later overleed. De Bourgondiërs wonnen de slag en konden René van Anjou gevangen nemen.

## Nagedachtenis
Willem van Barbazan werd in 1457 op bevel van koning Karel VII herbegraven in een zijkapel van de basiliek van Saint-Denis bij Parijs, de grafkerk van de Franse koningen. De Bourgondische kroniekschrijver Olivier de la Marche noemde Willem van Barbazan "le chevalier sans reproche". Hij was een van de meest ervaren en gerespecteerde kapiteins van het Franse leger en kon zich erop beroemen "geen fouten" te maken in de strijd.